# Gedeon Burkhard
Gedeon Burkhard (* 3. července 1969, Mnichov, Bavorsko, Německo) je německý herec.

## Život
Syn herečky Elisabeth von Molo (* 1944) a Wolfganga Burkharda, který je jeho manažer, pochází z rodiny s hereckou tradicí. Pradědeček z otcovy strany, Alexander Moissi (1879–1935) byl známý německo-rakouský herec albánsko-italského původu, prateta ze strany matčiny Trude von Molo (1906–1989) byla rakouská herečka, dědeček ze strany matčiny, Conrad von Molo (1906–1997) byl německo-rakouský filmový producent. Pradědeček ze strany matčiny Walter von Molo (1880–1958) byl německý spisovatel.
Gedeon získal vzdělání na anglické internátní škole a roku 1979 stanul poprvé před kamerou v televizním filmu Blut und Ehre.
Před kamerou poprvé stanul v deseti letech. Českým divákům se představil mimo jiné v pohádce Šípková Růženka, v seriálu Náhrdelník, Strom přání a v romantickém filmu Láska v Benátkách. V Americe, kde rok žil, natočil dvoudílný katastrofický snímek Oheň, pojednávající o práci hasičů, kteří likvidují lesní požáry. Ve volném čase se rád věnoval vodním sportům a golfu. Také propadl motokrosu, rád jezdí v motokárách.
V roce 1992 získal bavorskou filmovou cenu za roli ve filmu Kleine Haie (Malí podvodníci). V roce 1998 se stal nejpřitažlivějším mužem časopisu Bild a v roce 1999 dostal cenu Romy za nejoblíbenějšího seriálového hrdinu. Největšího hereckého úspěchu dosáhl v seriálu Komisař Rex, v roli Alexandera Alexe Brandtnera, během jehož natáčení žil ve Vídni. V letech 2006–2007 hrál v německém akčním kriminálním seriálu Kobra 11 vrchního komisaře Chrise Rittera, v hlavní roli s Erdoganem Atalayem.
Také dabuje, namluvil například Keanu Reevese ve filmu Noc předtím a Joaquina Phoenixe ve filmu Znamení.
Měří 178 cm. V roce 1996 se v Las Vegas oženil s B. Cunninghamovou. Manželství skončilo rozvodem po čtyřech měsících. Roku 2004 se jemu a jeho dnes už bývalé přítelkyni Filomeně Iannacone (* 1979) narodila dcera Gioia Filomena. S přítelkyní Anikou Bormann žije v Berlíně.[kdy?]
V únoru 2015 Burkhard oznámil na tiskové konferenci v Praze, že v připravovaném kinofilmu o české herečce Lídě Baarové (režie: Filip Renč) hraje jejího přítele a hereckého partnera, německého herce Gustava Fröhlicha. Kvůli natáčení žije do února 2016 v Česku a Rakousku.

## Zajímavost

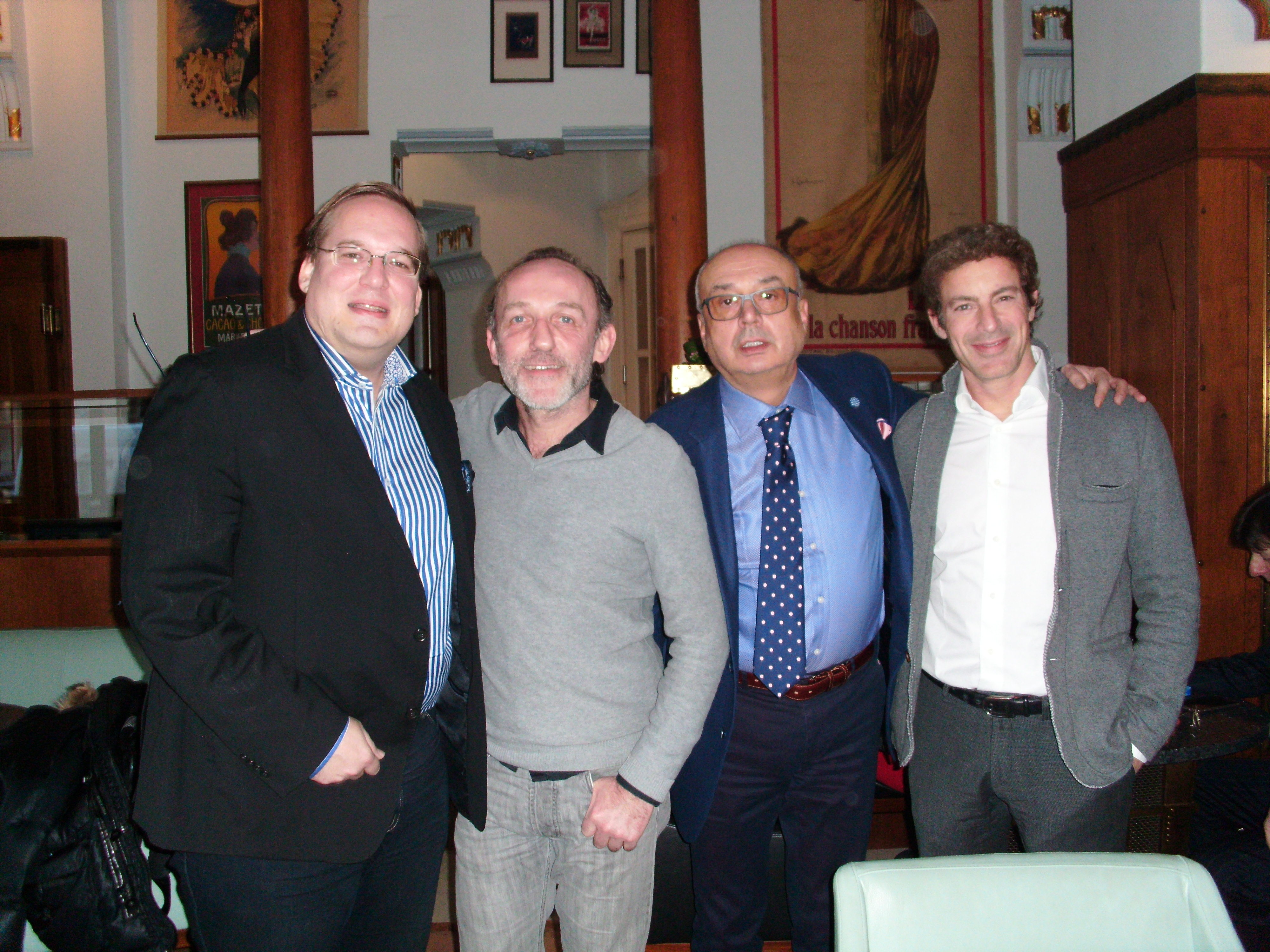
Filip Albrecht, Karl Markovics, Peter Kovárčík a Gedeon Burkhard na tiskové konferenci k filmu o Lídě Baarové v Praze, 2015

V seriálu Komisař Rex si zahrál jak zločince v roce 1994 v epizodě Amok tak i hlavního policejního detektiva (1998–2001, 4.–6. řada).

## Filmografie
- 1979: Tante Maria
- 1980: Blut und Ehre – Jugend unter Hitler
- 1981: … und ab geht die Post – epizoda Des isch die Poscht
- 1984: Nordlichter – Geschichten zwischen Watt und Wellen
- 1986: Nur für Busse – 2 díly
- 1987: Der Fahnder – epizoda Hendriks Alleingang
- 1987: Der Passagier – Welcome to Germany
- 1989: Forsthaus Falkenau
- 1989: Zauberlehrling
- 1989: Drehort Pfarrhaus
- 1989: Zwei Frauen (Silence Like Glass)
- 1989: Sekt oder Selters
- 1990: Dornröschen (Šípková Růženka)
- 1990: Neue Abenteuer mit Black Beauty (The New Adventures of Black Beauty)
- 1991: Das Collier
- 1992: Kleine Haie
- 1992: Náhrdelník – seriál
- 1993: Abgeschminkt!
- 1993: Mein Mann ist mein Hobby
- 1994: Ein Fall für zwei – epizoda Kleiner Bruder
- 1994: Sommerliebe
- 1994: Affären
- 1994: Begegnung im Regen (Flitterwochengeschichten)
- 1994: Komisař Rex – seriál – epizoda Amok
- 1994: Allein gegen die Mafia 7 (La Piovra 7)
- 1994: SOKO 5113 – seriál – epizoda Polterabend
- 1994: Der König – seriál – epizoda Tod eines Schmetterlings
- 1995: Wem gehört Tobias? – TV film
- 1996: Polizeiruf 110 – seriál – epizoda Die Gazelle
- 1996: Das Traumschiff – seriál – epizoda Australien
- 1996: Magenta – Verführerische Unschuld (Magenta)
- 1996: The Brylcreem Boys – film
- 1996: Which Way to Oz – film
- 1997: 2 Männer, 2 Frauen – 4 Probleme!?
- 1998–2001: Komisař Rex – 4.– 6. řada
- 1998: Gefährliche Lust – Ein Mann in Versuchung (Vůně pokušení)
- 1998: Henkell Trocken Werbespot
- 1999: Stars in der Manege
- 2001: Superfire – Inferno in Oregon (Superfire; Oheň)
- 2001: YU
- 2002: Zwei Affären und eine Hochzeit (Die zweite Chance)
- 2002: We'll Meet Again (Sejdeme se znovu)
- 2003: Das bisschen Haushalt (Die Hausfrau; Ideální domácnost)
- 2003: Der Wunschbaum (Strom přání)
- 2003: Der Vater meines Sohnes (Eine ganz normale Woche)
- 2004: Eine Liebe in Venedig (Láska v Benátkách)
- 2005: Der Todestunnel
- 2005: Strike!
- 2005: Der letzte Zug
- 2006: Goldene Zeiten
- 2006–2008: Kobra 11
- 2009: Hanebný pancharti
- 2011: Zásahová jednotka
- 2011: Wunderkinder
- 2011: Bridges
- 2012: Ohne Gnade
- 2012: Ludwig II
- 2015: Shades of Truth
- 2016: Lída Baarová
- 2017: Schneeflöckchen
- 2018: Sauerkrautkoma
- 2018: Ronny & Klaid
- 2021: Rychlý jako vítr 5 - Velký Hurikán
- 2021: Hon na čarodějnice: Za lásku a svobodu
- 2022: Wrobiony
- 2022: Do hajzlu!
- 2023: Die Drei ??? - Erbe des Drachen
- 2024: Operation Thule